# 中央公園 (浦安市)
中央公園（ちゅうおうこうえん）は千葉県浦安市富岡4丁目25番にある公園である。春には園内に植えてある桜が満開になり市民の親ぼくの場として親しまれている。

## 施設・設備
- 野球場
- テニスコート
- トイレ
- 管理施設
- 駐車場（最大18台）
- 水飲み場
- 東屋

## 遊具
- 滑り台
- ブランコ

## 交通・アクセス
- 東京ベイシティバス14・24系統「中央公園」バス停下車
- 東京ベイシティバス5系統「富岡3丁目」バス停下車
- 東京ベイシティバス2・4・8・12・22系統「サンコーポ西口」バス停下車徒歩5分
- 新浦安駅下車徒歩21分
- 舞浜駅下車徒歩22分
- 浦安駅下車徒歩37分

## リンク
- https://www.city.urayasu.lg.jp/shisetsu/kouen/1005638.html（浦安市公式サイト）